# Laktosurie
Laktosurie bezeichnet man die Ausscheidung von Milchzucker (Laktose) über den Urin. Von einer Laktosurie spricht man bei einer Laktoseausscheidung von über 35 mg pro Tag. Physiologisch ist eine Milchzuckerausscheidung in der späten Schwangerschaft und in der Stillperiode.
Eine krankhafte Laktosurie kommt bei der angeborenen Laktoseintoleranz, schweren Darmschädigungen und dem Durand-Syndrom vor.